# جيمس أ. بارلو
جيمس أ. بارلو هو جيولوجي وسياسي أمريكي، ولد في 4 سبتمبر 1923، وتوفي في 2 يناير 2015. نشط حزبياً في الحزب الجمهوري. وقد انتخب عضو مجلس نواب وايومنغ ‏.